# Dealer
Pour les articles homonymes, voir Dealer (homonymie).
Le terme dealer ou dealeur est un anglicisme pour désigner un vendeur de drogue, produits illicites ou dopants (le terme deal désignant ici spécifiquement l'échange de marchandise entre le vendeur et le consommateur). Ce terme s'applique généralement aux petits revendeurs de rue et de parc et pour de petites quantités de produits. On rencontre aussi le terme trafiquant (en rapport avec le trafic de stupéfiants).
Le terme de dealer a aussi d'autres acceptions, pour désigner le plus grand ponte dans le domaine de la finance, et les dealers de cartes, autrement dit les croupiers.

## Organisation
La pratique de la vente de drogue est organisée en structure pyramidale. Les gros dealers s'occupent de transaction de plusieurs kilos, alors que les petits dealers, revendeurs dans la rue, s'occupent des transactions avec le consommateur final. Le marché est liquide (nombreux vendeurs, nombreux acheteurs), et permet la fixation d'un prix de marché du gramme de drogue (cannabis, cocaïne, etc.). Ce prix de marché fixé par les dealers peut varier d'une région géographique à l'autre, selon les conditions sociales déterminant le nombre de revendeurs et d'acheteurs potentiels, ainsi que de la facilité ou non d'approvisionnement (proche de frontières, ou au contraire éloignées des routes principales du trafic de drogue).
La structure pyramidale du marché implique que le nombre de petits dealers est beaucoup plus élevé que le nombre de gros dealers. En effet, l'activité de vente au consommateur est une activité extrêmement demandeuse en travail : les transactions doivent être dissimulées, faites dans des conditions de discrétion, et surtout sont très parcellaires.
Le lieu de vente s’organise également sous forme de « four » : un escalier d’immeuble est monopolisé par une équipe de dealers, et défendu par des hommes équipés d’armes blanches ; ses abords sont surveillés par des complices. La préparation des colis, soignée, se fait dans les appartements ; la vente a lieu toute la journée, jusqu’à 22 heures en semaine, plus tard en week-end.

## Difficultés et dangers
Les escroqueries entre vendeurs et acheteurs sont très fréquentes, aussi bien dans les transactions mineures (quelques grammes), que dans les grosses transactions. Elles portent, entre autres, sur la quantité, sur la qualité, et sur la composition.
S'agissant d'un commerce illicite, les transactions ne sont pas couvertes par le droit, d'où l'absence de plaintes enregistrées et de chiffres précis.
Exercer l'activité de dealer est risqué, passible de prison (délit pénal) ; les risques d'être confronté à la police, à la justice ou à une bande rivale sont élevées et la mortalité est très élevée.

## Aspects financiers
Il est d'usage de payer lors de la transaction. 
Les revendeurs de haschish écoulent en moyenne 100 à 200 g par semaine, pour 10 à 20 euros la barrette de haschish. Alors qu’il y a quelques années, cette activité était très rentable, même pour le petit revendeur, actuellement, l’augmentation du prix du haschish, l’augmentation du nombre d’intermédiaires, et la diversité des qualités de haschish l’ont rendu de moins en moins profitable : de nombreux dealers ont un revenu mensuel à peine équivalent au SMIC.
Cette baisse importante des revenus du revendeur final a provoqué dans quelques villes de région parisienne une réorganisation des circuits de distribution : les dealers se sont organisés pour acheter au Maroc et revendre sans intermédiaire, récupérant ainsi de fortes marges.

## Critiques
Outre le fait qu'ils aient une activité illégale, les dealers de drogue sont critiqués parce que leur commerce engendre une activité criminelle dans la zone géographique de leur commerce du fait qu'une partie des consommateurs sombrant dans l'addiction vont commettre des délits pour se procurer de l'argent leur permettant d'acheter davantage de stupéfiants.
Certains morceaux de musique relatent ce phénomène :
- Fabe : Engrenage